# Alpbach
Alpbach település Ausztriában, Tirolban a Kufsteini járásban található. Területe 58,38 km², lakosainak száma 2 572 fő, népsűrűsége pedig 44 fő/km² (2014. január 1-jén). A település 975 méteres tengerszint feletti magasságban helyezkedik el.

## Fekvése
Tirolban, Wörgltől délnyugatra fekvő település.

## Története
Nevét először 1150-ben, majd 1231-1234-ben is említettették Alpach alakban, de területe és környéke már korábban is lakott hely lehetett, az itt talált korábbi korokból: a középső bronzkor (i. e. 1600-1250-ből), a római időkből származó leletek tanúsága szerint.
Területén az alpesi gazdálkodásnak és főként a bányászatnak volt nagyobb szerepe, utóbbi csúcspontját a 15. században érte el, különösen a réz és ezüst tekintetében a Gratlspitze körül, a bányászatról a legkorábbi ismert információ erről 1416-ból való.
A bányászatot az Augsburgból származó Fugger kereskedőcsalád vette át Kitzbühelben, Schwazban, valamint Alpbachban is, közigazgatás székhelyük Böglerhof volt. A bányászatot a 19. század vége felé szüntették be az alacsony hozamok miatt.
Az 1930-as években a helyet a turizmus is felfedezte.

## Galéria

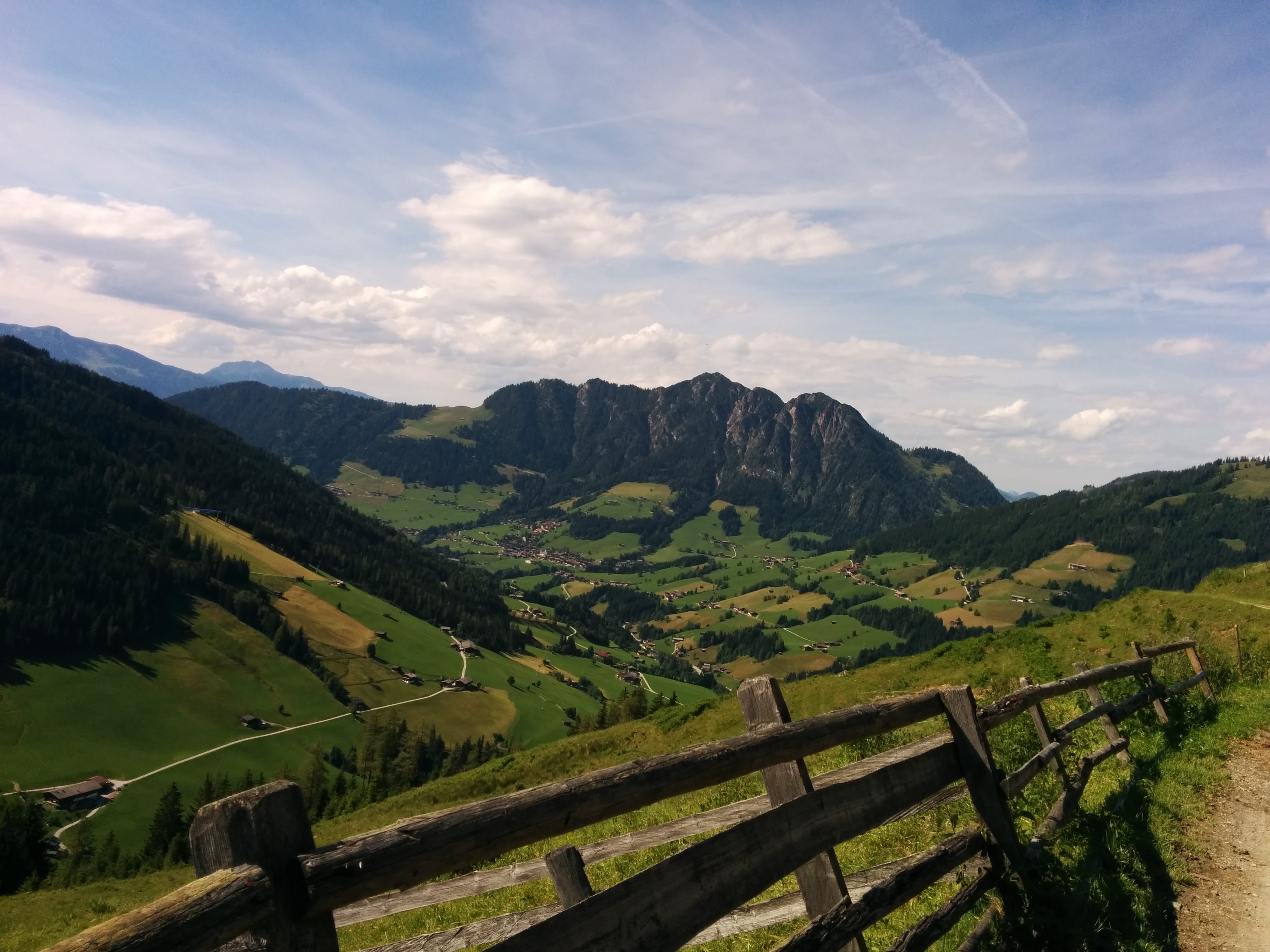
Alpbach - Gratlspitz
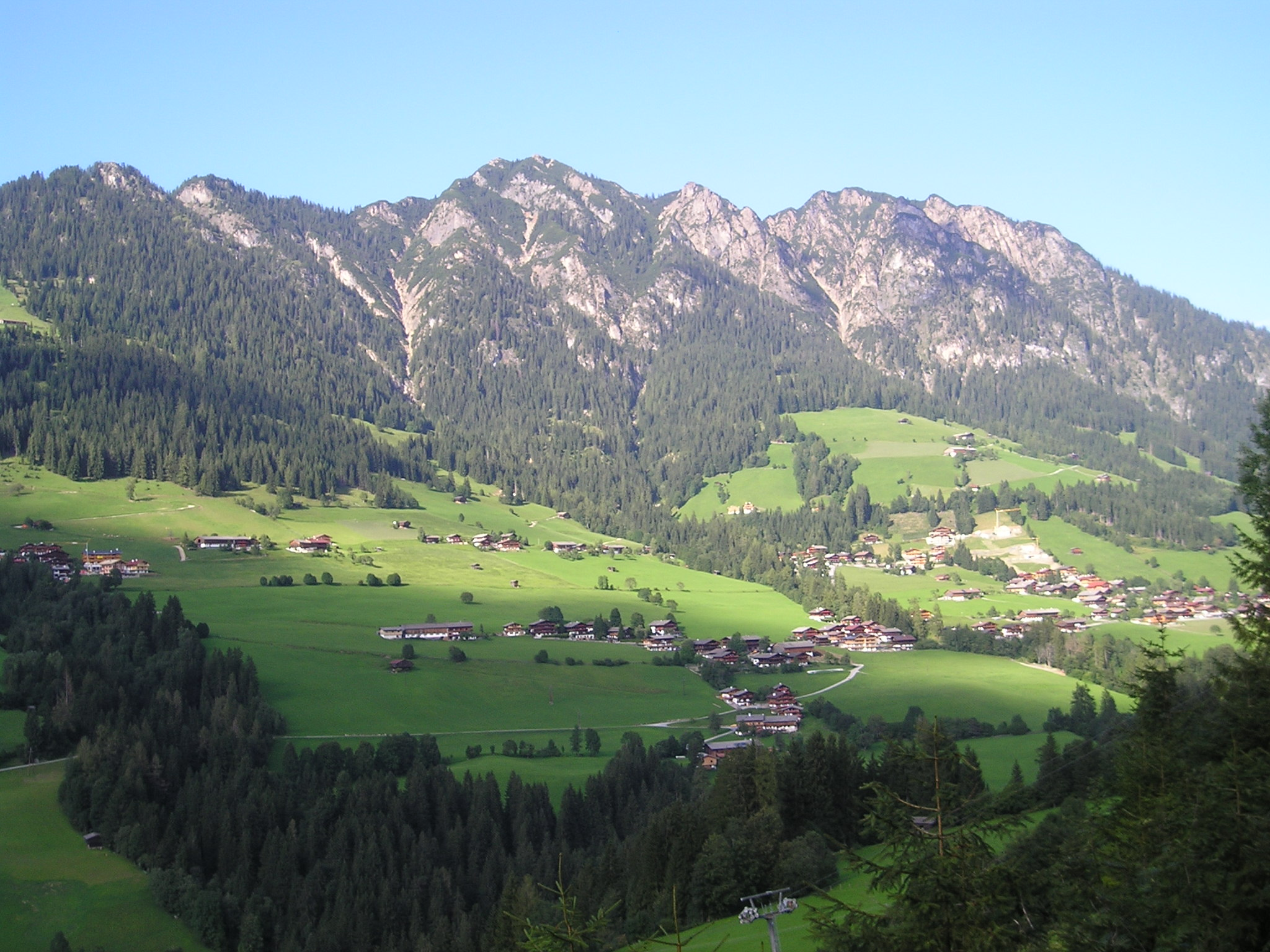
Alpbach, Tirol
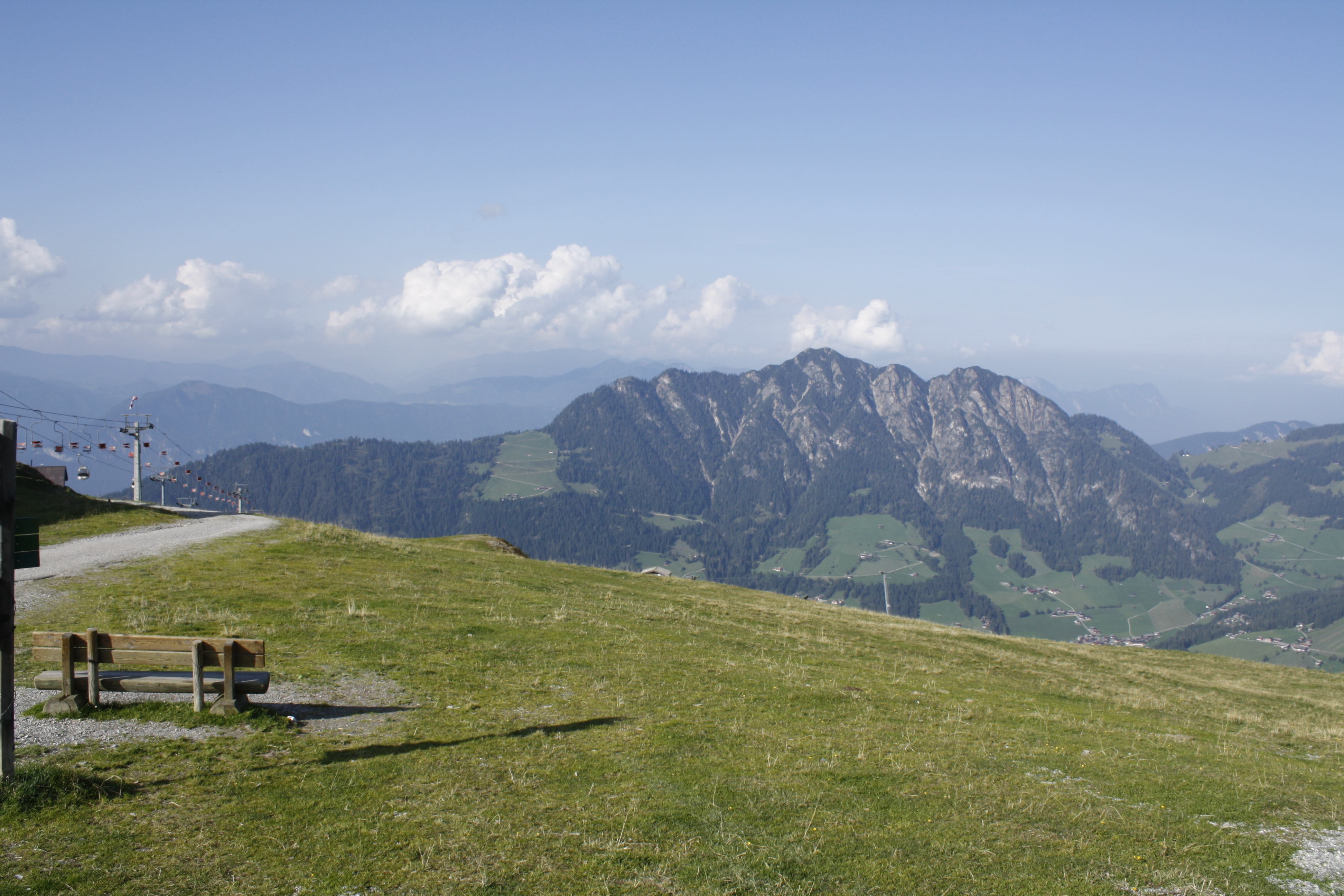
Wiedersbergerhornbahn
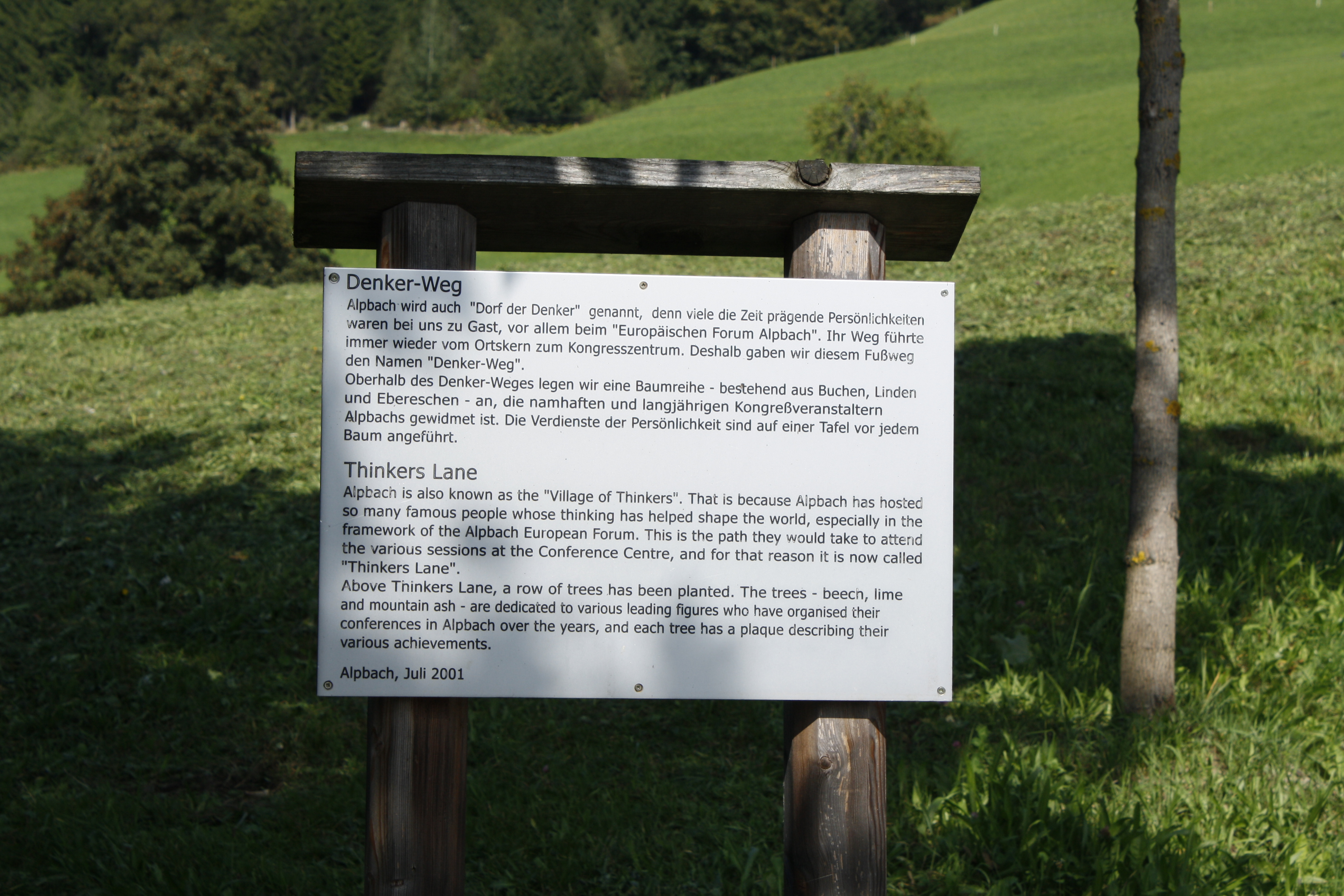
Denkerweg Alpbach
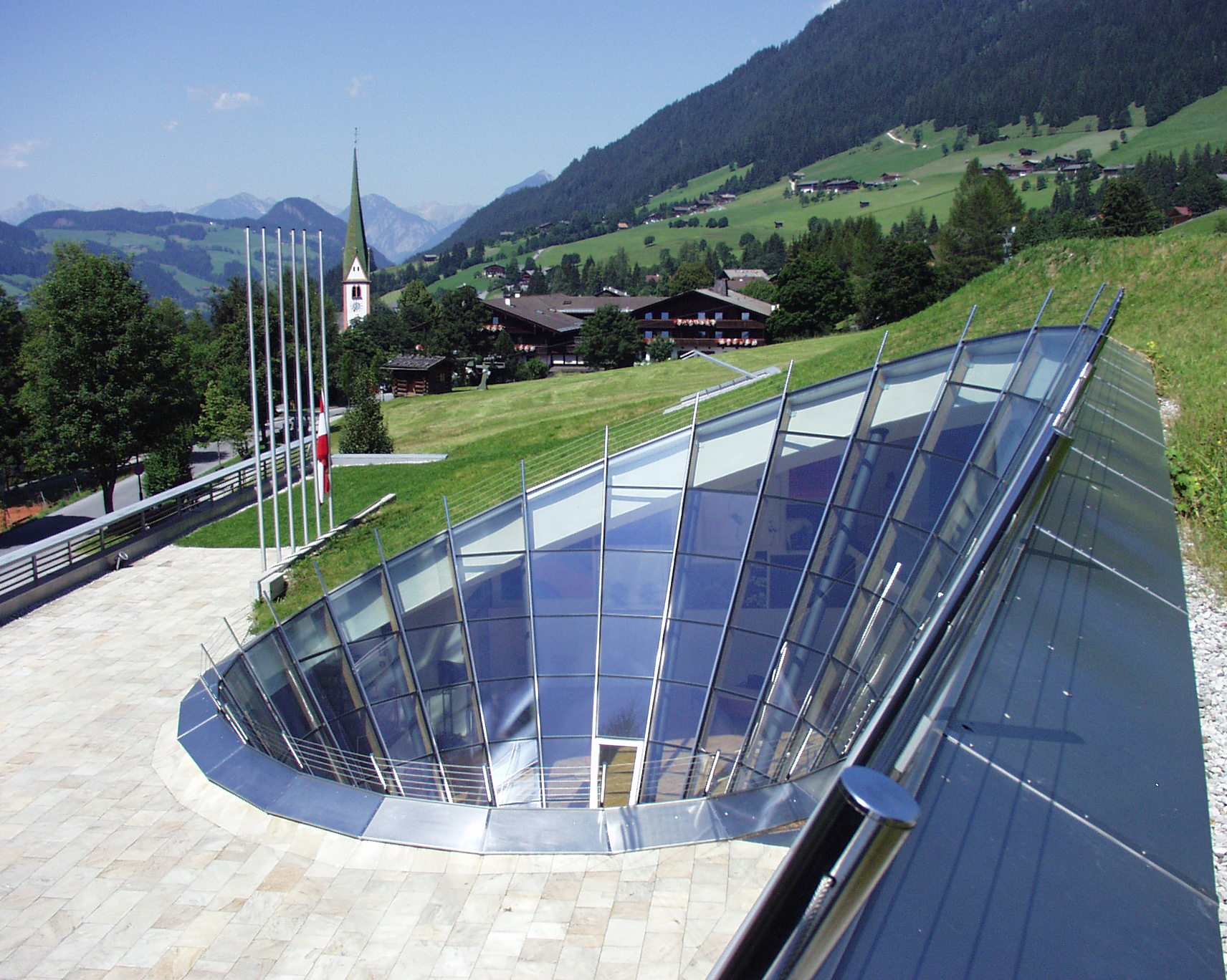
Congress Centre Alpbach
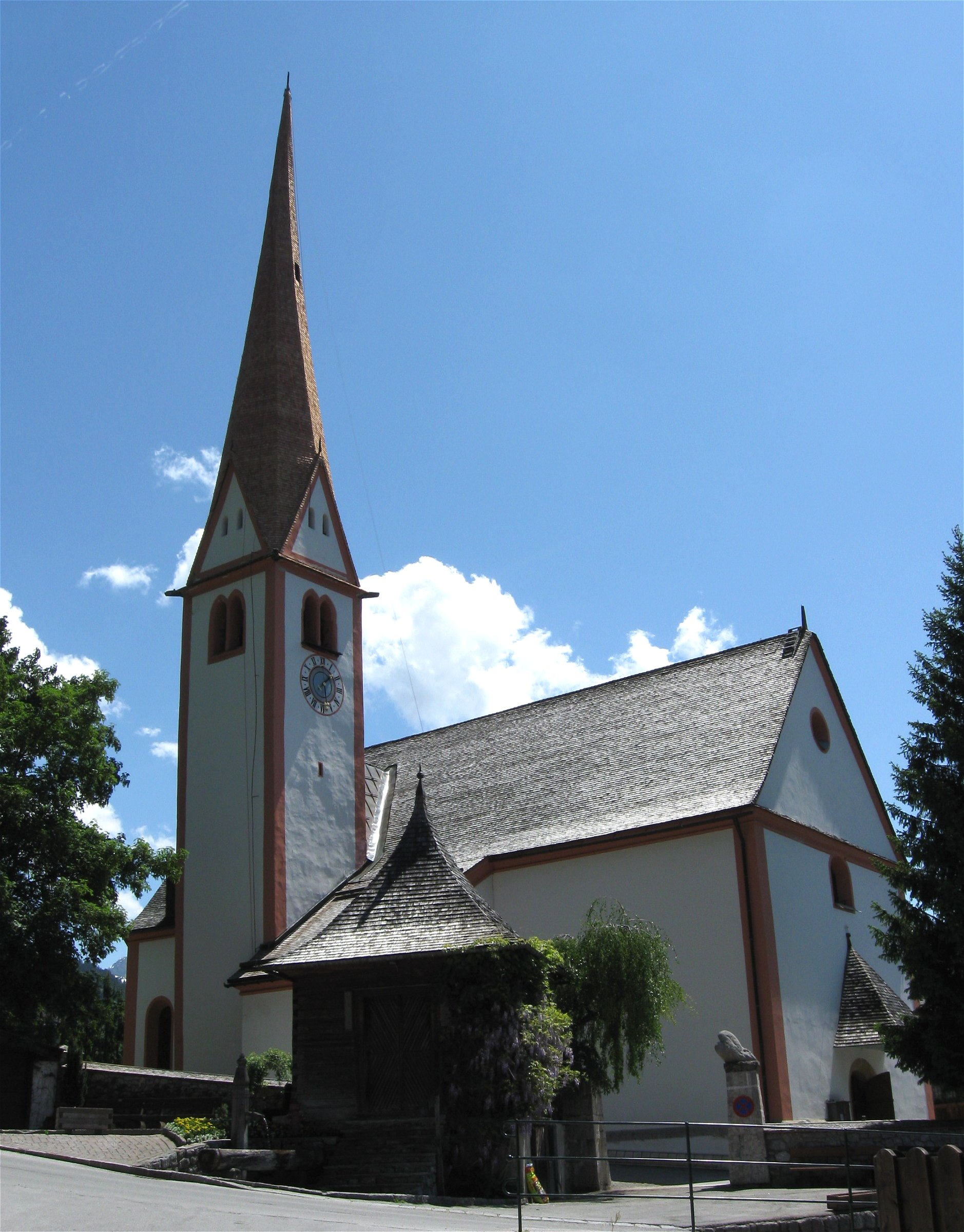
Alpbach Tirol Kirche St. Oswald
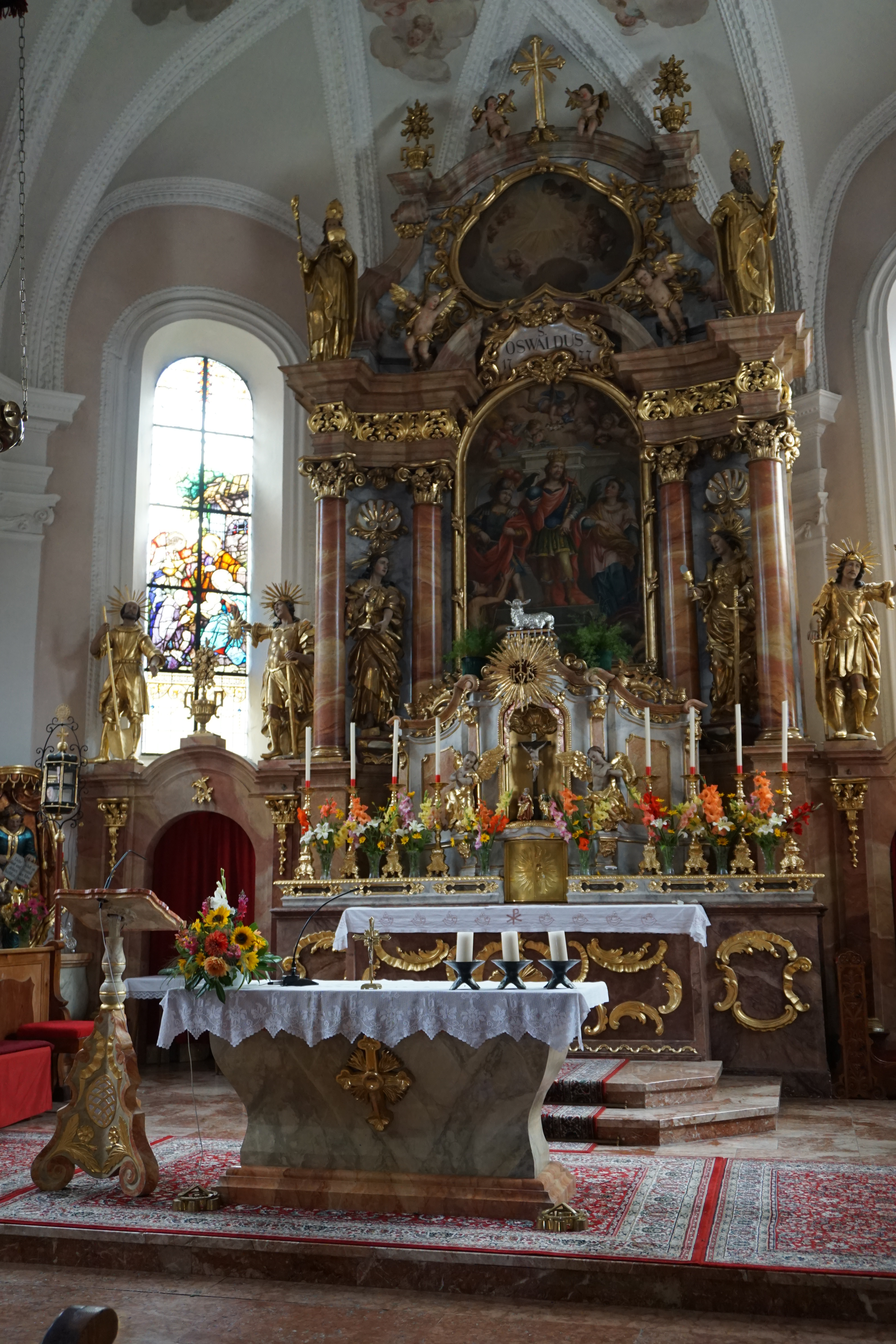
Alpbach, St. Oswald Kirche, Altar

## Fordítás
- Ez a szócikk részben vagy egészben  az   Alpbach című angol Wikipédia-szócikk ezen változatának fordításán alapul.  Az eredeti cikk szerkesztőit annak laptörténete sorolja fel. Ez a jelzés csupán a megfogalmazás eredetét és a szerzői jogokat jelzi, nem szolgál a cikkben szereplő információk forrásmegjelöléseként.